# Albert Gore Sr.
Albert Arnold Gore Sr. (Granville, 26 de dezembro de 1907 — Carthage, 5 de dezembro de 1998), foi um político norte-americano que atuou como representante dos Estados Unidos e senador pelo Partido Democrata no Tennessee. Ele era pai de Albert A. Gore Jr., 45º vice-presidente dos Estados Unidos entre 1993 e 2001.

## Primeiros anos
Gore nasceu em Granville, Tennessee, sendo o terceiro dos cinco filhos de Margie Bettie e Allen Arnold Gore. Os ancestrais da família incluem imigrantes escoceses-irlandeses que se estabeleceram na Virgínia em meados do século XVIII e se mudaram para o Tennessee durante a Guerra de Independência dos Estados Unidos.
Gore estudou na Middle Tennessee State Teachers College e se formou na Faculdade de Direito de Nashville. Ele procurou pela primeira vez um cargo público eletivo aos 23 anos, quando concorreu sem sucesso para o cargo de superintendente de escolas no Condado de Smith, Tennessee. Um ano depois, ele foi nomeado.

## Vida pessoal
Em 17 de abril de 1937, Gore se casou com Pauline LaFon. O casal teve dois filhos: Nancy LaFon Gore (1938–1984) e Al Gore, nascido em 1948, que seguiu os passos do pai na carreira política ao representar o Tennessee na Câmara dos Representantes, e posteriormente tornou-se vice-presidente dos Estados Unidos no governo de Bill Clinton. 
Gore faleceu em 5 de dezembro de 1998, apenas três semanas antes do seu aniversário de 91 anos, e foi enterrado no cemitério Smith County Memorial Gardens, em Carthage. O trecho da Interestadual 65 do Tennessee foi renomeado em sua homenagem.